# Chai Lifeline
Chai Lifeline és una organització sense ànim de lucre jueva basada en voluntaris de la ciutat de Nova York que treballa principalment amb nens que lluiten contra el càncer. Té múltiples oficines regionals als Estats Units, així com filials al Canadà, Anglaterra, Israel i Bèlgica. Va ser fundada el 1987 i l'executiu en cap n'és pel Rabí Simcha Scholar (2020). És principalment una organització de suport per als pacients malalts de càncer que es va convertir en una organització paraigua amb el lema Fighting Illness With Love (en català: lluitem contra la malaltia amb amor).

## Campament Simcha
Un projecte molt aclamat és un programa anomenat campament Simcha («simcha» és alegria en hebreu), un campament d'estiu per a nens que lluiten contra el càncer i altres malalties hematològiques. Des de llavors, el campament Simcha s'ha expandit i ha obert un segon campament per a nens amb malalties cròniques debilitants anomenat campament Simcha especial.

## Projecte C.H.A.I.
Un altre programa que van iniciar és el Projecte C.H.A.I. («chai» és vida en hebreu) i el programa d'intervenció de crisi. Aquest programa assegura que els nens, els seus pares, mestres, clergues i comunitats puguin bregar apropiadament amb els esdeveniments traumàtics. Sovint s'associen amb organitzacions com el programa Aleinu del servei familiar i infantil jueu d'Arizona i amb organitzacions com Misaskim. Chai Lifeline és finançat per filantrops jueus i rep ingressos mitjançant la recaptació de fons. També reben finançament i subvencions del govern.

## Achim Beyachad
Achim Beyachad és la secció hassídica de Chai Lifeline. L'organització va néixer per ajudar els nens la innocència dels quals va acabar quan se'ls va diagnosticar un càncer, malalties cròniques, o malalties que amenacen les seves vides.